# Централни Анди
Централни Анди (шп. Cordillera Central) су део планинског венца Анда који се пружају између Северних и Чилеанско-аргентинских Анда, почев од границе између Еквадора и Перуа на северу, преко Перуа, Боливије до северног дела Аргентине и Чилеа на југу. Правац простирања је северозапад-југоисток, тачније између 4-5° јгш до 27° јгш. Највиши врх налази се у Перуу, а то је Уаскаран, висине 6.768 метара. 